# Upshur County, Texas
Upshur County är ett administrativt område i delstaten Texas, USA, med 39 309 invånare (2010). Den administrativa huvudorten (county seat) är Gilmer.

## Geografi
Enligt United States Census Bureau har countyt en total area på 1 536 km². 1 523 av den arean är land och 13 km² är vatten.  

### Angränsande countyn
- Camp County - norr
- Morris County - nordost
- Marion County - öster
- Harrison County - sydost
- Gregg County - söder
- Smith County - sydväst
- Wood County - väster